# Геролсбах
Геролсбах (њем. Gerolsbach) општина је у њемачкој савезној држави Баварска. Једно је од 19 општинских средишта округа Пфафенхофен ан дер Илм. Према процјени из 2010. у општини је живјело 3.295 становника. Посједује регионалну шифру (AGS) 9186125.

## Географски и демографски подаци
Геролсбах се налази у савезној држави Баварска у округу Пфафенхофен ан дер Илм. Општина се налази на надморској висини од 459 метара. Површина општине износи 58,9 km². У самом мјесту је, према процјени из 2010. године, живјело 3.295 становника. Просјечна густина становништва износи 56 становника/km².